# 26411 Jocorbferg
26411 Jocorbferg este un asteroid din centura principală de asteroizi.

## Descriere
26411 Jocorbferg este un asteroid din centura principală de asteroizi. A fost descoperit pe 6 decembrie 1999 la Socorro, New Mexico, în cadrul proiectului LINEAR. Asteroidul prezintă o orbită caracterizată de o semiaxă mare de 2,39 ua, o excentricitate de 0,10 și o înclinație de 6,0° în raport cu ecliptica.